# Saint-Méloir-des-Bois
Saint-Méloir-des-Bois (tiếng Breton: Sant-Melar) là một xã của tỉnh Côtes-d’Armor, thuộc vùng Bretagne, tây bắc Pháp.

## Dân số
Người dân ở Saint-Méloir-des-Bois được gọi là Méloriens.